# Body Wishes
Body Wishes é o décimo segundo álbum de estúdio do cantor Rod Stewart, lançado a 10 de Junho de 1983. Este álbum tinha os super exitos "Baby Jane" e "What Am I Gonna Do (I’m So in Love with You)", "Body Wishes" e "Sweet Surender" este álbum vendeu 13 milhões.

## Faixas
1. "Dancin’ Alone" (Rod Stewart, Robin LeMesurier) – 4:03
2. "Baby Jane" (Stewart, Jay Davis) – 4:44
3. "Move Me" (Stewart, Davis, Tony Brock, Kevin Savigar, Wally Stocker) – 3:36
4. "Body Wishes" (Stewart, Savigar, LeMesurier, Jim Cregan) – 4:41
5. "Sweet Surrender" (Stewart, LeMesurier) – 4:57
6. "What Am I Gonna Do (I’m So in Love with You)" (Stewart, Davis, Brock) – 4:19
7. "Ghetto Blaster" (Stewart, Savigar, Cregan) – 4:07
8. "Ready Now" (Stewart, Stocker) – 3:34
9. "Strangers Again" (Stewart, Savigar, Cregan) – 4:10
10. "Satisfied" (Stewart, Savigar, Cregan, Bernie Taupin) – 4:08

| Críticas profissionais                                                      | Críticas profissionais |
| Avaliações da crítica                                                       | Avaliações da crítica  |
| Fonte                                                                       | Avaliação              |
| --------------------------------------------------------------------------- | ---------------------- |
| allmusic                                                                    | [ 2 ]                  |
| Rolling Stone                                                               | [ 3 ]                  |
| Esta tabela precisa de ser acompanhada por texto em prosa. Consulte o guia. |                        |

## Paradas
| Paradas (1983) | Posição |
| -------------- | ------- |
| Billboard 200  | 1       |

## Créditos
- Rod Stewart – Vocal
- Jim Cregan – Guitarra, vocal de apoio
- Robin LeMesurier – Guitarra
- Jay Davis – Baixo, vocal de apoio
- Tony Brock – Bateria, percussão, vocal de apoio
- Kevin Savigar – Teclados, sintetizador
- Tommy Vig – Percussão
- Jimmy Zavala – Saxofone, harmónica